# بهجت سنغ
بهجت سينغ (27 سبتمبر 1907 - 23 مارس 1931) كان ثوريًا هنديًا يتمتع بشخصية كاريزمية شارك في جريمة قتل ضابط شرطة بريطاني بالخطأ فيما كان بمثابة انتقام لمقتل قومي هندي. شارك لاحقًا في تفجير رمزي إلى حد كبير للجمعية التشريعية المركزية في دلهي، وفي إضراب عن الطعام في السجن، الأمر الذي حوله إلى اسم مألوف في منطقة البنجاب، وبعد التغطية المتعاطفة في الصحف المملوكة للهند أعدم وهو في الثالثة والعشرين من عمره ليصبح شهيدًا وبطلًا شعبيًا في شمال الهند. سار على نهجه الكثير من الشباب في الهند لبدء القتال من أجل استقلال الهند، وازدادت بسببه القيم الاشتراكية في الهند.

## النشأة
ولد بهجت سنغ في جات ساندو  لعائلة سردار كيشان سنجه نغ ساندو فيديافاتى التي كانت تتبع الديانة السيخية الثرية والشهيرة في البنجاب في قرية ختكار كالان الواقعة بالقرب من بانجا في حي ليالبار من ولاية ولاية البنجاب. الباكستانية حاليا  واعطي سنغ اسم بهجت ويعني «المتعصب». حيث انه من أحد اسر السيخ المحافظة، حيث البعض منهم كانوا قد شاركوا في دعم حركات الاستقلال في الهند وغيرهم من الذين خدموا في المهراجا رانجيت سينغ 'في الجيش. وكان جده، ارجون سينغ، تابعا لسوامي داياناندا ساراسواتي 'قائد الحركة الهندوسية الإصلاحية، آرياساماي،  والتي كان لها تأثير كبير على توجهات سيغ السياسية. فضلا عن أعمامه، اجيت سينغ وسواران سينغ، ووالده كان من أعضاء حزب غدار، بقيادة كارتار سينغ جريول سرابهاوهار دايال. قد اضطر اجيت سنغ إلى الفرار إلى بلاد فارس بسبب القضايا المتعلقة ضده عند البريطانين بينما سواران سينغ أعدم يوم 19 ديسمبر 1927 لاتهامه في سرقة كاكورى لعام 1925.
وعلى عكس العديد من أبناء جيله من السيخ، لم يدرس سنغ في مدرسة الثانوية التي كانت تقع في مدينته لاهور، وذلك لأن جده لم يوافق على المسؤولين في المدرسة 'لولائهم للسلطات البريطانية. بدلا من ذلك، الحق به والده في داياناند انجلو الفيدية في مدرسة ثانوية، مدرسه لاريا ساماجيست. وفي سن ال 13، بدأ سنجه على اتباع المهاتما غاندي ' عدم التعاون مع الحركة. عند هذه النقطة كان قد تحدى علنا البريطانية واتبعت غاندي ترغب حكومته عن طريق حرق الكتب المدرسية ومن أي الملابس المستوردة من بريطانيا. غاندي في أعقاب انسحاب من الحركة بعد عمليات القتل العنيفة من رجال الشرطة على يد قرويين من تشوري تشورا، ولاية اوتار براديش، سينغ، الساخطين مع غاندي العمل اللاعنف، وانضم إلى الحركة الثورية الشابة، وبدأت الدعوة إلى حركة عنيفة ضد البريطانيين.
وفي عام 1923، فاز مقال بهجت في المنافسة الأدبية التي وضعتها ولاية البنجاب الهندية ساهيتيا ساميلان. استأثر هذا باهتمام أعضاء في ولاية البنجاب الهندية ساهيتيا سايلان بما في ذلك الأمين العام البروفيسور بهيم سين فيديالانكر. حيث لقبوه بفوي هذا العصر، اقتبس سينغ من تاريخ وادب البنجاب
وناقش مشاكل في ولاية البنجاب. وقرأ الكثير من الشعر والأدب البنجاببين وكان الشاعر المفضل لديه هو العلامة إقبال من سيالكوت.
وفي سنوات مراهقته بدأ بهجت سنجه بالدراسة في الكلية الوطنية في لاهور،  ولكن هرب من المنزل هربا من الزواج المبكر، وأصبح عضوا في منظمة ناجوان بهارات سبها («جمعية شباب الهند»). وفي نجوان بهارات سبها، سنجه والثوريين زملائه نمت الشعبية في صفوف الشباب. كما انضم إلى رابطة هندوستان الجمهورية بناء على طلب الأستاذ فيديالانكار، التي كانت آنذاك برئاسة رام براساد بيسميل اشفاقالله خان.

## الأنشطة الثورية

### مقتل جون سوندرز
في عام 1928، أنشأت الحكومة البريطانية لجنة سيمون [الإنجليزية] لتقديم تقرير عن الوضع السياسي في الهند. قاطعت بعض الأحزاب السياسية الهندية اللجنة لأنه لم يكن هناك أي هنود في عضويتها، مما أثار احتجاجات في جميع أنحاء البلاد. عندما زارت اللجنة لاهور في 30 أكتوبر 1928، قاد لالا لاجبات راي مسيرة احتجاجية. وأدت محاولات الشرطة لتفريق الحشد الكبير إلى وقوع أعمال عنف. أمر مشرف الشرطة جيمس أ. سكوت الشرطة باستخدام الهراوات ضد المتظاهرين كما اعتدت الشرطة شخصيًا على راي الذي أصيب. في 17 نوفمبر 1928 توفي راي بنوبة قلبية، واعتقد الأطباء أن وفاته ربما تسارعت بسبب الإصابات التي أصيب بها، وعندما أثير الأمر في برلمان المملكة المتحدة، أنكرت الحكومة البريطانية أي دور لها في وفاة راي.

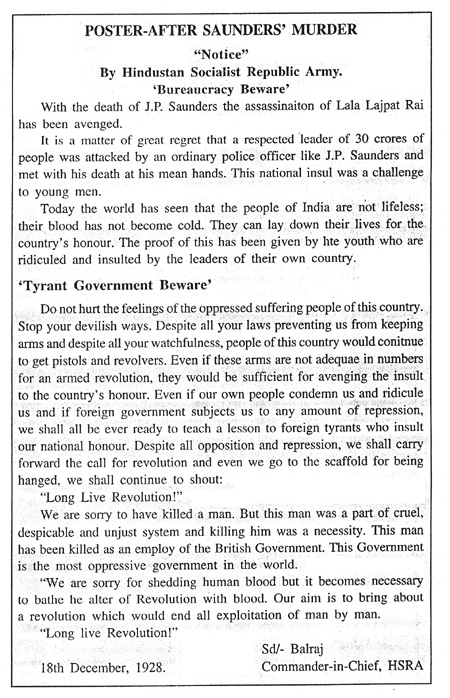
بيان جمعية هندوستان الاشتراكية الجمهورية بعد مقتل سوندرز، موقع من بالراج، وهو الاسم المستعار لـ شاندرا شيخار آزاد

كان سينغ عضوًا بارزًا في جمعية هندوستان الجمهورية الاشتراكية، وربما كان مسؤولاً إلى حد كبير عن تغيير اسمها إلى جمعية هندوستان الجمهورية الاشتراكية في عام 1928. تعهدت جمعية هندوستان الجمهورية الاشتراكية بالانتقام لمقتل راي. تعاون سينغ مع زملائه الثوريين مثل شيفارام راجورو، وسوخديف ثابار، وشاندراشيخار آزاد لاغتيال سكوت. ونتيجة الخطأ في تحديد الهوية، أطلق المتآمرون النار بطريق الخطأ على جون بي سوندرز مساعد مشرف الشرطة أثناء مغادرته مقر شرطة المنطقة في لاهور في 17 ديسمبر 1928.

### مقتل تشانان سينغ
بعد قتل سوندرز، هربت المجموعة عبر مدخل كلية داياناند الأنجلوفيدية [الإنجليزية] الواقعة على الجانب الآخر من الطريق من مقر شرطة المنطقة. قُتل تشانان سينغ رئيس الشرطة الذي كان يطاردهم برصاص أطلقه شاندرا شيخار آزاد [الإنجليزية] . ثم توجهت المجموعة على متن دراجات هوائية إلى منازل آمنة تم الترتيب لها مسبقًا. أطلقت الشرطة عملية بحث واسعة النطاق للقبض عليهم، وأغلقت جميع المداخل والمخارج من وإلى المدينة؛ قامت إدارة البحث الجنائي بمراقبة جميع الشباب الذين يغادرون لاهور. وعلى مدى اليومين التاليين، ظل الهاربون مختبئين.
في 19 ديسمبر 1928، طلب سوخديف المساعدة من دورغاواتي ديفي [الإنجليزية] المعروفة أيضًا باسم دورجا بهابي زوجة بهاجواتي شاران فوهرا [الإنجليزية] وهو عضو آخر في جمعية هندوستان الاشتراكية الجمهورية فوافقت على تقديمها. قررت المجموعة ركوب القطار المغادر من لاهور إلى باثيندا في طريقهم إلى هوراه (كالكوتا) في وقت مبكر من صباح اليوم التالي.

### الهروب من لاهور
غادر بهجت سينغ وراجورو، وكلاهما يحمل مسدسات من المنزل في وقت مبكر من اليوم التالي وكانا يرتديان ملابس غربية (قص بهجت سينغ شعره وحلق لحيته وارتدى قبعة فوق شعر قصير)، وحمل طفل ديفي النائم، ومضى سينغ وديفي كزوجين شابين، بينما حمل راجورو أمتعتهما كخادم لهما. وفي المحطة، تمكن سينغ من إخفاء هويته أثناء شراء التذاكر، واستقل الثلاثة القطار المتجه إلى كاونبور (كانبور الآن). ومن هناك استقلوا قطارًا آخر متجه إلى لكناو حيث كانت إدارة البحث الجنائي في محطة سكة حديد هوراه تقوم عادةً بفحص الركاب في القطار المباشر من لاهور. في لكناو، غادر راجورو بشكل منفصل إلى فاراناسي بينما ذهب سينغ وديفي والرضيع إلى هاورا، وعاد الجميع باستثناء سينغ إلى لاهور بعد بضعة أيام.

### محاكمة قضية الجمعية

#### المحكمة الخاصة
في محاولة لتسريع المحاكمة البطيئة، أعلن نائب الملك اللورد إيروين حالة الطوارئ في الأول من مايو عام 1930، وأصدر مرسومًا لإنشاء محكمة خاصة تتألف من ثلاثة قضاة من المحكمة العليا لهذه القضية. أدت هذه الخطوة إلى تقليص المسار المعتاد للعدالة، حيث كان السبيل الوحيد للاستئناف بعد قرار المحكمة هو مجلس الملكة الخاص الموجود في إنجلترا.

#### الاستئناف أمام مجلس الملكة الخاص
في إقليم البنجاب، وضعت لجنة الدفاع خطة للاستئناف أمام مجلس الملكة الخاص. كان سينغ في البداية ضد الاستئناف لكنه وافق عليه لاحقًا على أمل أن يؤدي الاستئناف إلى تعميم قانون جمعية هندوستان الاشتراكية الجمهورية في بريطانيا. ادعى المستأنفون أن المرسوم الذي أنشأ المحكمة غير صالح بينما ردت الحكومة بأن نائب الملك مخول بالكامل بإنشاء مثل هذه المحكمة. ولسوء الحظ، رفض القاضي فيسكونت دنيدن الاستئناف.

## تنفيذ الإعدام
حُكم على سينغ وراجورو وسوخديف بالإعدام في قضية مؤامرة لاهور، وكان من المقرر تنفيذ الإعدام في 24 مارس 1931. ومع ذلك، تم تقديم الجدول الزمني بمقدار 11 ساعة، وشنق الثلاثة في سجن لاهور في 23 مارس 1931 في الساعة 7:30 مساءً. وبحسب ما ورد لم يكن أي قاضٍ في ذلك الوقت على استعداد للإشراف على شنق سينغ كما يقتضي القانون. وبدلاً من ذلك، أشرف على الإعدام قاض فخري، وقع أيضًا على أوامر الإعدام الثلاثة، حيث أن أوامر الإعدام الأصلية كانت قد انتهت صلاحيتها. ثم أحدثت سلطات السجن ثقبًا في الجدار الخلفي للسجن وأخرجت الجثث، وأحرقت جثث الرجال الثلاثة سرًا تحت جنح الظلام خارج قرية غاندا سينغ والا، وألقت الرماد في نهر ستلج على بعد حوالي 10 كيلومترات من فيروزفور.

### انتقاد المحاكمة أمام المحكمة
وصفت المحكمة العليا محاكمة سينغ بأنها "تتعارض مع المبدأ الأساسي للفقه الجنائي" لأنه لم تكن هناك فرصة للمتهمين للدفاع عن أنفسهم. وكانت المحكمة الخاصة بمثابة خروج عن إجراءات المحاكمة المعتادة، ولا يمكن استئناف قرارها إلا أمام مجلس الملكة الخاص الموجود في بريطانيا. وكان المتهمون غائبين عن المحكمة وصدر الحكم غيابياً. المرسوم الذي قدمه نائب الملك لتشكيل المحكمة الخاصة، لم تتم الموافقة عليه من قبل الجمعية المركزية أو البرلمان البريطاني، وفي النهاية سقط دون أي شرعية قانونية أو دستورية.

## أفكاره وآراؤه

### الإلحاد
وخلال سنوات مراهقته سنجه كان تقيا آرياساماي المحكمة الخاصة العراقية. ومع ذلك، بدأ السؤال الأيديولوجيات الدينية بعد نشهد بين الهندوس والمسلمين أعمال الشغب التي اندلعت بعد غاندي حلت حركة عدم التعاون. وإنه لا يفهم كيف أعضاء هاتين المجموعتين، في البداية المتحدة في القتال ضد البريطانيين، يمكن أن يكون في كل الآخرين خلافاتهم دينية. عند هذه النقطة، وانخفض معتقداته الدينية، حيث انه يعتقد ان الدين أعاقت الثوريين 'الكفاح من أجل الاستقلال، وبدأ يدرس أعمال باكونين، لينين، تروتسكي—جميع الثوريين ملحدا. كما انه تولى اهتماما بسوامى برايملبا في  كتاب الحس السليم، الذي يدعو إلى شكل من أشكال «الإلحاد الصوفي».
وبينما كان في خلية أدان في عام 1931، وكتب كتيبا بعنوان لماذا أنا ملحد والذي يناقش ودعاة فلسفة الإلحاد. هذا الكتيب هو نتيجة لبعض الانتقادات من قبل الثوريين زميل له على عدم الاعتراف بوجود الدين والله، بينما في خلية أدان، تهمة الغرور كما تم تناولها في هذا الكتيب. وقال انه يؤيد معتقداته وادعى أنه اعتاد ان يكون مؤمنا في وتعالى، ولكن لا يمكن أن يصل بنفسه إلى الاعتقاد في الخرافات والمعتقدات التي عقدت الآخرين قريبة من قلوبهم. في هذا الكتيب، واعترف بأن الدين جعل الموت أسهل، ولكن أيضا أن الفلسفة لم يثبت هو علامة على الضعف البشري.

### قتل الأفكار
في المنشور الذي ألقاه أمام الجمعية المركزية في 8 أبريل 1929، قال سينغ: "من السهل قتل الأفراد ولكن لا يمكنك قتل الأفكار. لقد انهارت الإمبراطوريات العظمى، بينما نجت الأفكار". كتب اثنان من رفاقه رسالة إلى اللورد إيروين يطلبان فيها معاملتهما كأسرى حرب وبالتالي إعدامهما رميًا بالرصاص بدلاً من الشنق. وقام براناث ميهتا، صديق سينغ، بزيارته في السجن في 20 مارس قبل ثلاثة أيام من إعدامه، ومعه مسودة خطاب عفو، لكن سينغ رفض التوقيع عليها.

## الشعبية
ذكر سوبهاس شاندرا بوس: «لقد أصبح بهجت سينغ رمزًا للصحوة الجديدة بين الشباب". واعترف نهرو بأن شعبية بهجت سينغ كانت تؤدي إلى صحوة وطنية جديدة، قائلا: "لقد كان مقاتلا نظيفا واجه عدوه في الميدان المفتوح.. كان مثل الشرارة التي تحولت إلى لهب في وقت قصير وانتشرت من لحظة إلى أخرى مبدداً الظلام السائد في كل مكان» . بعد أربع سنوات من شنق سينغ، كتب مدير مكتب الاستخبارات السير هوراس ويليامسون قائلًا: «كانت صورته معروضة للبيع في كل مدينة وبلدة، وكانت تنافس في شعبيتها حتى شعبية السيد غاندي نفسه» .

## الروابط الخارجية
- بهجت سنغ على موقع الموسوعة البريطانية (الإنجليزية)
- شهيد بهاجات سينغ في سجن—وجهة نظر مختلفة.
- بهاجات سينغ -- هزلية
- المناضل بهجت سينغ
- بهاجات سينغ في freeindia.org
- بهاجات سينغ السيرة الذاتية ويحتوي على رسائل كتبها بهاجات سينغ
- لماذا أنا ملحد، ومقالة بقلم بهجت سينغ
- استشهاد سردار بهاجات سينغ من جيوتسنا كامات